# 풀하우스 (드라마)
《풀 하우스》(Fullhouse)는 2004년 7월 14일부터 2004년 9월 2일까지 방영된 한국방송공사 수목 미니시리즈이다.

## 줄거리
지은은 돌아가신 부모님이 남긴 풀하우스에 살고있는 작가 지망생인데, 여느 때처럼 한가로이 소설을 쓰고 있던 어느 날 가장 친한 친구인 희진과 동욱이 찾아온다. 동욱이 다니는 은행에서 주최한 우수고객 경품행사에 당첨됐다며 떠들어대는 희진과 동욱을 의심하지만 난생 처음 가는 공짜 해외 여행을 흔쾌히 받아들이고 중국으로 향한다. 그리고 지은이 비행기 안에서 아시아 최고의 한류 스타 영재를 만나 들떠있던 때에 희진과 동욱은 지은의 목숨과도 같은 풀하우스를 팔아 넘긴 돈을 가지고 도망친다.
상해 공항에 도착하니 나와있을 거라는 가이드는 보이지 않아 당황한 지은은 힘들게 찾아간 호텔에서조차 예약되어 있지 않아 더욱 당혹스럽다. 우연히 민혁의 도움으로 겨우 방을 잡아 친구들에게 전화하지만 계속 통화하지 못한다. 돈 한푼 없는 지은은 다시 한국으로 돌아가기 위해 영재에게 다짜고짜 돈을 빌려 달라고 하고, 그런 지은이 황당한 영재는 지은을 내쫓는다. 그러나 지은은 호텔 로비에서 도움을 받은 민혁이 영재와 아는 사이라는 것을 핑계로 결국 비행기 삯을 마련하여 한국으로 돌아온다. 하지만 지은은 텅 비어있는 풀하우스에 당황하여 있는데, 곧 들이닥친 새 집주인의 관리인에게 집이 팔렸다는 이야기를 전해 듣는다.
지은은 새 집주인인 영재를 만나 지금까지 자신이 쓴 소설을 넘기는 조건으로 집을 되찾으려 하지만 영재에게는 씨알도 안 먹힌다. 결국 지은은 풀하우스를 포기하고 떠나려고 결심하고, 마당 벤치에 앉아 구석구석 남아있는 추억을 되새기며 눈물짓는다. 벤치에서 깜박 잠이 든 지은은 감기에 걸리고 만다. 끙끙 앓는 지은을 발견한 영재는 안쓰러운 마음에 지은을 풀하우스로 들이고, 최 실장을 통해 지은이 사기를 당했다는 사실을 알게 된다. 그리고 중국에서 빌린 돈을 빌미로 지은에게 각종 집안일을 시킨다.
한편, 민혁이 뉴욕에 갈 거라는 말을 들은 혜원은 영재에게 뉴욕으로 공부하러 간다며 아주 안 돌아올지도 모른다고 말한다. 창사 기념 파티에서 민혁에게 영재가 자신을 좋아한다는 이야기를 들은 혜원은 영재를 쏘아붙이는데, 영재는 홧김에 지은에게 키스한다. 갑작스러운 영재의 스캔들과 결혼 발표로 언론은 난리가 나고, 지은 역시 영재의 갑작스러운 발표에 당황스럽기만하다. '풀하우스'로 돌아와 지은을 마누라로 고용하겠다는 영재. 이혼 위자료로 풀하우스를 주겠다는 영재의 말에 지은은 잠도 못자고 뒤척이며 고민한다.

## 기획 의도
원래 집주인이었던 지은이 사기를 당해 영재에게 자신이 살던 풀하우스를 내주게 되면서 일어나는 일들을 그린 로코 드라마

## 등장 인물

### 주요 인물
- 정지훈 : 이영재 역
- 송혜교 : 한지은 역
- 김성수 : 유민혁 역
- 한다감 : 강혜원 역

### 주변 인물
- 강도한 : 신동욱 역 - 한지은의 친구
- 이영은 : 양희진 역 - 한지은의 친구
- 장용 : 이영재의 아버지 역
- 선우은숙 : 이영재의 어머니 역
- 김지영 : 이영재의 할머니 역
- 임예진 : 소속사 대표 역

### 그 외 인물
- 이원희 : 최 실장 역
- 선은정 : 기자 역
- 박정상 : 기자 역
- 강신조 : 리포터 역
- 허정규 : 신동욱의 전 직장동료 역
- 이숙 : 환자 역
- 민준현 : 커플남 역
- 유금 : 김 교수 역
- 신종훈 : 이 실장 역
- 이중문 : 승훈 역 - 영재와 같은 소속사 연예인
- 신영 : 서린 역
- 배슬기 : 카페 직원 역
- 최진호 : 레스토랑 지배인 역
- 김아현
- 나경민
- 최지해

### 특별출연
- 최용민 : 출판 관계자 역 (2~3회)
- 이재룡 : 결혼식 하객 역 (3회)
- 유호정 : 결혼식 하객 역 (3회)
- 김승우 : 결혼식 하객 역 (3회)
- 신애라 : 결혼식 하객 역 (3회)
- 최지우 : 결혼식 하객 역 (3회)
- 송윤아 : 결혼식 하객 역 (3회)
- 김민준 : 결혼식 하객 역 (3회)

## 시청률
| 2004년      | 2004년      | 2004년 | 2004년 |
| 회차        | 방송일      | 시청률 | 비고   |
| ----------- | ----------- | ------ | ------ |
| 1화         | 7월 14일    | 21.0%  | [ 2 ]  |
| 2화         | 7월 15일    | 22.2%  |        |
| 3화         | 7월 21일    | 26.6%  |        |
| 4화         | 7월 22일    | 29.1%  | [ 3 ]  |
| 5화         | 7월 28일    | 29.9%  | [ 4 ]  |
| 6화         | 7월 29일    | 31.7%  | [ 5 ]  |
| 7화         | 8월 4일     | 31.6%  |        |
| 8화         | 8월 5일     | 33.0%  | [ 6 ]  |
| 9화         | 8월 11일    | 34.0%  |        |
| 10화        | 8월 12일    | 36.3%  |        |
| 11화        | 8월 18일    | 32.6%  |        |
| 12화        | 8월 19일    | 38.4%  | [ 7 ]  |
| 13화        | 8월 25일    | 35.1%  | [ 8 ]  |
| 14화        | 8월 26일    | 34.8%  |        |
| 15화        | 9월 1일     | 37.5%  | [ 9 ]  |
| 16화        | 9월 2일     | 40.2%  | [ 10 ] |
| 평균 시청률 | 평균 시청률 | 32.1%  |        |

## 사운드 트랙
| #   | 제목                                         | 가수   | 재생 시간 |
| --- | -------------------------------------------- | ------ | --------- |
| 1.  | 〈Full House〉 (연주곡)                      |        |           |
| 2.  | 〈운명〉                                     | 와이   |           |
| 3.  | 〈Forever〉 (연주곡)                         |        |           |
| 4.  | 〈I Think I〉                                | 별     |           |
| 5.  | 〈시〉 (연주곡)                              |        |           |
| 6.  | 〈친구란 말〉                                | 노을   |           |
| 7.  | 〈운명〉 (완전히 느린 연주곡)                | 와이   |           |
| 8.  | 〈Blue Hills〉 (연주곡)                      |        |           |
| 9.  | 〈운명〉 (느린 버전)                         | 와이   |           |
| 10. | 〈I Think I〉 (기타 연주곡)                  |        |           |
| 11. | 〈늦게 핀 사랑〉 (Too Late)                  | 지소울 |           |
| 12. | 〈Forever〉                                  | 와이   |           |
| 13. | 〈운명〉 (반느림 연주곡)                     | 와이   |           |
| 14. | 〈Love At The Gate〉 (연주곡)                |        |           |
| 15. | 〈고마워할게요〉                             |        |           |
| 16. | 〈늦게 핀 사랑〉 (Too Late, 바이올린 연주곡) |        |           |
| 17. | 〈Amazing Love〉 (연주곡)                    |        |           |
| 18. | 〈Paradiso〉 (연주곡)                        |        |           |
| 19. | 〈운명〉 (연주곡)                            | 와이   |           |
| 20. | 〈처음 그 자리에〉                           | 이보람 |           |

## 수상 경력
- 2004년 KBS 연기대상 베스트 커플상, 여자 인기상, 여자 최우수상 - 송혜교
- 2004년 KBS 연기대상 베스트 커플상, 남자 인기상, 남자 우수상 - 정지훈

## 참고 사항
- 당초 주인공 이영재 역을 정우성에 이어 이정재에게 제의했으나 영화 《태풍》 준비로 바쁜 이정재가 출연을 고사하자 비가 최종 낙점되었다.[11]
- 송혜교 자리에는 당초 전지현이 물망에 올랐지만 머리를 잘라야 한다는 이유 탓인지 고사했다.[12]

## 일본 방영 목록
방영일은 TV 도쿄를 기준으로 한다.
| 회차 | 연도   | 방송일    | 부제 (서브 타이틀)        | 원제 (타이틀)        |
| ---- | ------ | --------- | ------------------------- | -------------------- |
| 1화  | 2010년 | 10월 7일  | 충격! 운명의 만남         | 衝撃！運命の出會い   |
| 2화  | 2010년 | 10월 14일 | 최악의 남자의 순정        | サイテー男の純愛     |
| 3화  | 2010년 | 10월 21일 | 이유있는 화려한 결혼식    | ワケありセレブ婚     |
| 4화  | 2010년 | 10월 28일 | 소설가 지은 탄생!?        | 小說家ジウン誕生！？ |
| 5화  | 2010년 | 11월 4일  | 눈물의 SOS                | 涙のSOS              |
| 6화  | 2010년 | 11월 11일 | 계약 결혼의 위기!         | 契約結婚のピンチ！   |
| 7화  | 2010년 | 11월 18일 | 사랑과 질투의 장렬한 배틀 | 愛と嫉妬の壮絶バトル |
| 8화  | 2010년 | 11월 25일 | 사랑의 예감으로 패닉      | 戀の予感に大パニック |
| 9화  | 2010년 | 12월 2일  | 남자의 선전포고           | マジな男の宣戰布告   |
| 10화 | 2010년 | 12월 9일  | 발각! 말도 안되는 전개    | 發覺！アリエナイ展開 |
| 11화 | 2010년 | 12월 16일 | 일발 역전의 X 데이        | 一發逆轉のＸデー     |
| 12화 | 2010년 | 12월 30일 | 속죄의 빨간 장미          | つぐないの赤いバラ   |
| 13화 | 2011년 | 1월 6일   | 상처투성이인 두 사람      | 傷だらけのふたり     |
| 14화 | 2011년 | 1월 13일  | 이별의 카운트다운         | 別れのカウントダウン |
| 15화 | 2011년 | 1월 20일  | 재회는 갑작스럽게         | 再會は突然に         |
| 16화 | 2011년 | 1월 27일  | 너만 있다면               | 君さえいれば         |